# فلوك (متصفح ويب)
فلوك (بالإنجليزية: Flock) هو متصفح ويب مفتوح المصدر يستخدم الشيفرة المصدرية لفيرفكس ويدعم كل ما يدعمه فيرفكس. لكن أهم ما يميزه عن فيرفكس أنه متصفح يدعم خصائص اجتماعية، مثل التعامل مع البريد الإلكتروني، وخدمات المفضلات الاجتماعية، وأيضًا التعامل السهل من منصات المدونات.
في 26 أبريل 2011، أعلن موقع فلوك عن توقف الدعم عن المتصفح.